# ピアノ三重奏曲第2番 (シューマン)
ロベルト・シューマンのピアノ三重奏曲第2番ヘ長調作品80は、第1番作品63の完成後直ちに着手され、1847年10月25日に完成された（シューマンは11月1日の家計簿に「完成した」と記している）。
1番とは対照的な性格の作品で、シューマン自身は「より親しみやすく直截な印象を与える」と述べている。また和声において実験的であり、第1番に比して古典的な形式から自由なものとなっている。手直しを経て1850年に出版され、公開初演は1850年2月22日、ライプツィヒのゲヴァントハウスで行われた。

## 楽曲構成
全4楽章からなり、演奏時間は29分ほど。
ソナタ形式の第1楽章では、活き活きした第一主題と静かな第二主題が同じ素材から導かれている。展開部の冒頭では、「リーダークライス」作品39の第2曲 ("Dein Bildnis wunderselig") からの引用が現れる。変ニ長調の歌謡的な第2楽章と、変ロ短調のインテルメッツォ調の第3楽章ではともにカノン風の書法が見られる。ヘ長調に戻ったフィナーレは冒頭に示される動機群から全体が構成されており、ここでも展開部で対位法を活用している。
- 第1楽章：極めて生き生きと (Sehr lebhaft)
- 第2楽章：心の底から表情を表すように (Mit innigem Ausdruck)
- 第3楽章：適度な動きで (In mässiger Bewegung)
- 第4楽章：速すぎず (Nicht zu rasch)